# Nikolaï Ramazanov
Pour les articles homonymes, voir Ramazanov.
Nikolaï Alexandrovitch Ramazanov (Николай Александрович Рамазанов), né le 24 janvier/5 février 1817 à Saint-Pétersbourg et mort le 18/30 novembre 1867 à Moscou, est un sculpteur russe,,,.

## Biographie
Ramazanov est le fils de l'acteur Alexandre Nikolaïevitch Ramazanov et de son épouse Alexandra Ivanovna, née Holz, également actrice au théâtre impérial de Saint-Pétersbourg. Son grand-père maternel et son oncle maternel étaient maîtres de ballet et sa tante, Maria Ivanovna Walbertchowa, était actrice.
Ramazanov apprend tôt à dessiner sous la férule de Fiodor Solntsev. En 1827, il étudie comme élève payant à l'Académie impériale des beaux-arts de Saint-Pétersbourg. Sa mère meurt en 1827 et en 1828 son père. Son frère cadet et sa sœur sont élevés par leur tante Maria Walbertchowa. En 1829, il reçoit un prix de 1re classe et, en 1833, il devient étudiant à l'académie dont les frais de scolarité sont payés par l'État. Il gagne en 1836 une petite médaille d'argent pour un modelage d'après nature, après quoi il entre dans la classe de Boris Orlovski. Il reçoit en 1837 une grande médaille d'argent pour le bas-relief Le Christ au désert, en 1838 une petite médaille d'or pour le groupe sculpté de Milon combattant le lion et pour son diplôme de fin d'études en 1839 une grande médaille pour la statue du Faune au bélier. Avec une grande médaille d'or, il lui est attribué une bourse pour un voyage d'études à l'étranger et il devient artiste de XIVe classe.
Au début, Ramazanov travaille à l'atelier du sculpteur français A. Trodu et crée deux statues néogothiques pour le palais d'Hiver, celle du Printemps et celle de l'Été,. Ensuite, il participe à l'achèvement du monument de Nikolaï Karamzine pour la ville de Simbirsk, commencé par le sculpteur Samuil Galberg, mort en 1839. Ramazanov est l'auteur d'un haut-relief et du buste de Karamzine. Il participe aussi à la réalisation d'un monument à Gavril Derjavine pour la ville de Kazan.
En septembre 1843, il voyage en Italie. À Rome, il réalise une Nymphe au papillon, une buste de Sergueï Levitski, une petite statue de Jeune Fille et un bas-relief pour la cathédrale du Christ-Sauveur de Moscou. En 1846, il est expulsé de Rome vers la Russie à cause d'un conflit qui l'oppose à la police pontificale.
Ramazanov obtient un poste d'enseignant de sculpture dans la nouvelle classe d'architecture de l'École de peinture, de sculpture et d'architecture de Moscou, poste qu'il occupe à partir d'octobre 1847. Au début, il exécute les travaux que l'amiral Lazarev lui avait confiés sur la recommandation du comte Fiodor Tolstoï. Lorsque l'une de ses énormes demi-figures est soudainement tombée dans l'église du régiment des chevaliers-gardes qui était en construction, les travaux sont stoppés par lui.
En 1849, il est nommé académicien. En 1858, à la suggestion de la présidente de l'Académie, la grande-duchesse Marie Nikolaïevna, duchesse de Leuchtenberg, il est nommé professeur de sculpture. L'on peut distinguer parmi ses élèves Matveï Tchijov, Sergueï Ivanov, Vladimir Brovski.
Ramazanov est l'auteur entre autres des bustes du comte Fiodor Tolstoï, du poète Alexandre Pouchkine, des statues des personnages de Tatiana et d'Eugène Onéguine de l'opéra de Tchaïkovski, Eugène Onéguine, du masque funéraire de Gogol (1852), d'un buste en marbre de Gogol (1854), du masque funéraire du comte Ouvarov, d'un buste en marbre de la comtesse Ouvarova (1864-1865) et il décore le grand palais du Kremlin à partir de 1850. Parmi ses œuvres les plus connues, l'on peut citer les bas-reliefs sur le socle du monument de Nicolas Ier (réalisé de 1856 à 1859) à Saint-Pétersbourg.
Ramazanov collabore pendant de longues années pour les journaux Le Moscovite, La Gazette de Moscou et d'autres. Il publie des articles sur des artistes russes, leurs biographies et nécrologies, des notices sur les expositions en cours et autres informations concernant l'art. Il préparait une anthologie, mais il n'a pu en terminer que la première partie.
En mai 1866, demande son congé et il meurt un an et demi plus tard. Il laisse sa femme, un fils et deux filles. Il est inhumé au cimetière du monastère Saint-Alexis de Moscou.

## Quelques œuvres

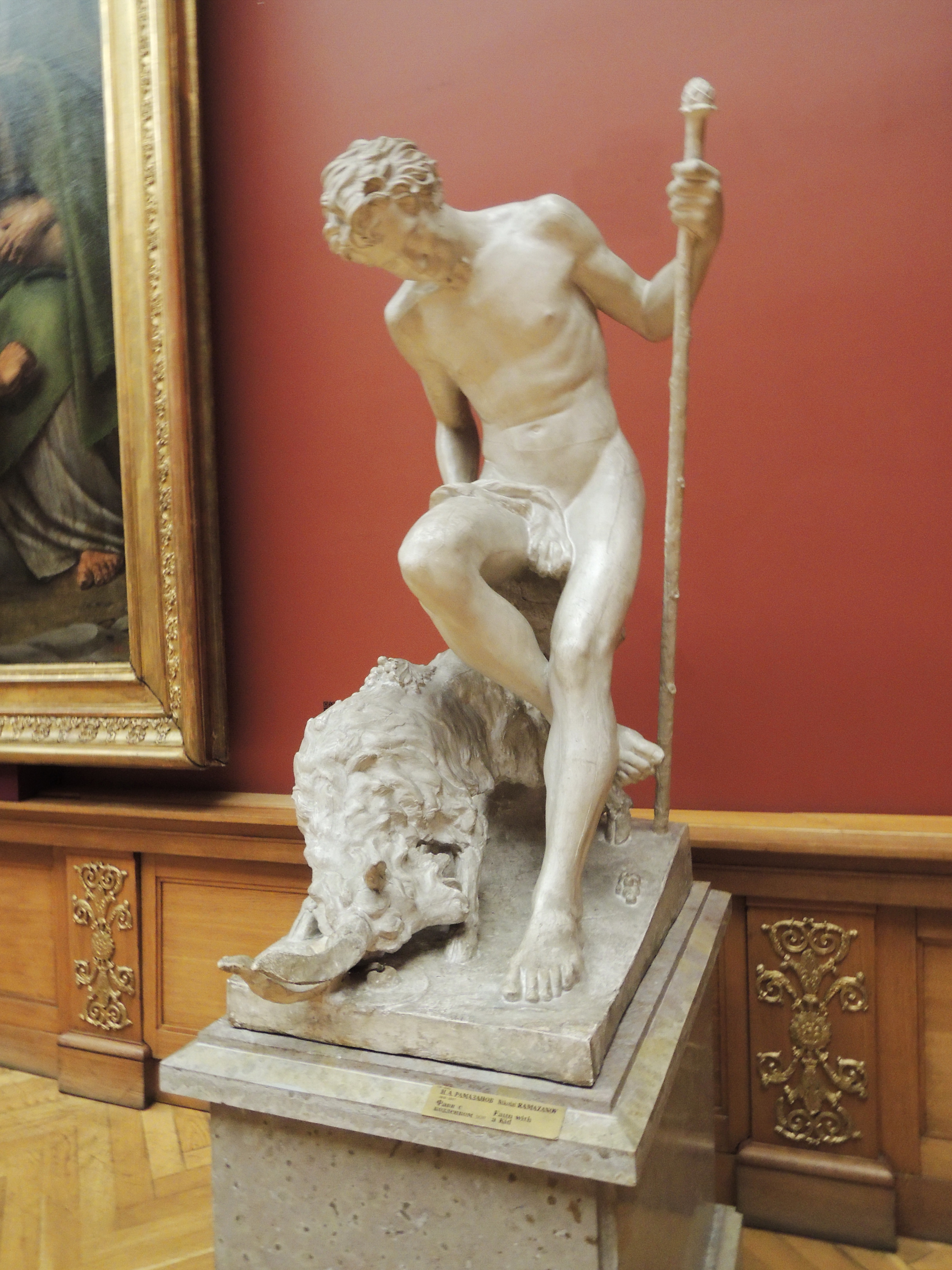
Le Faune au bélier, musée Russe.
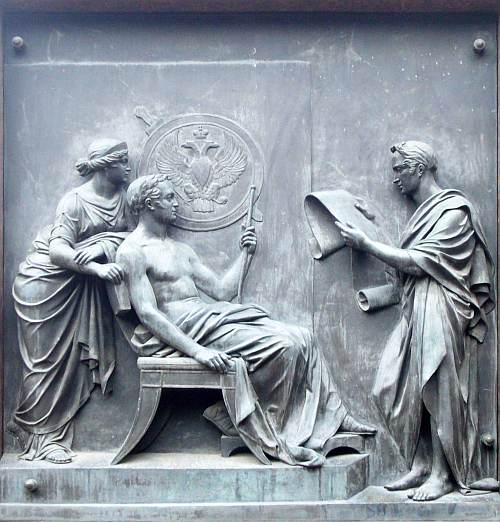
Bas-relief nord du monument de Karamzine, Simbirsk/Oulianovsk
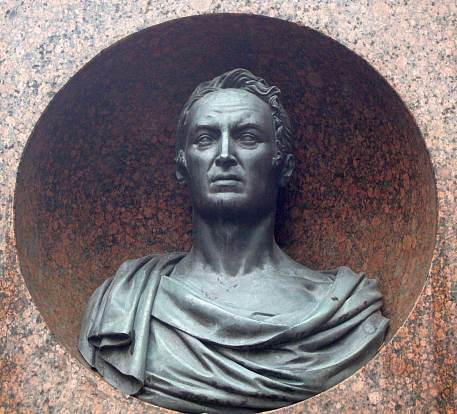
Buste de Karamzine, monument de Karamzine, Simbirsk/Oulianovsk.
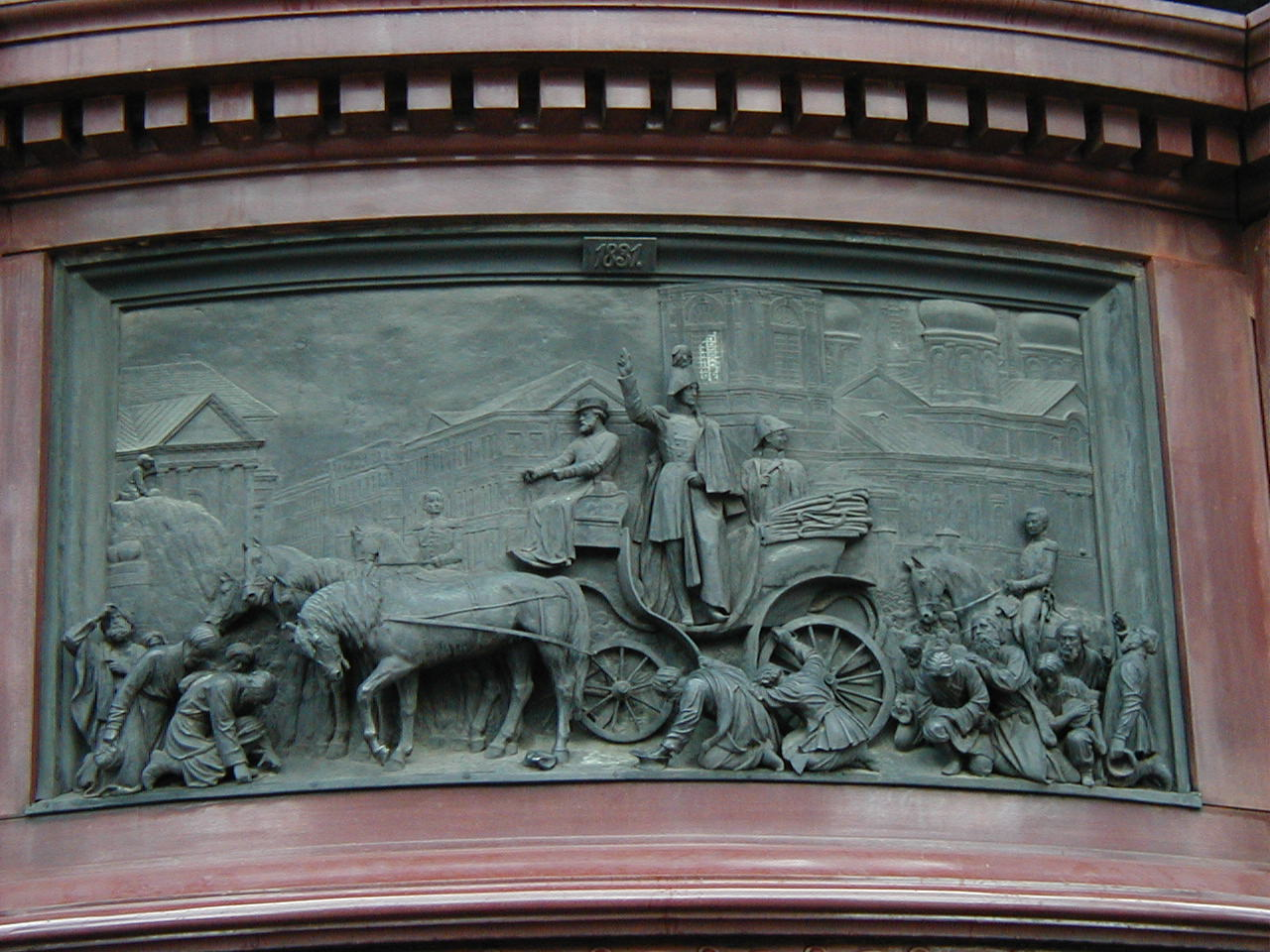
Nicolas Ier pacifie l'émeute du choléra de Saint-Pétersbourg de 1831, Monument à Nicolas Ier, Saint-Pétersbourg.
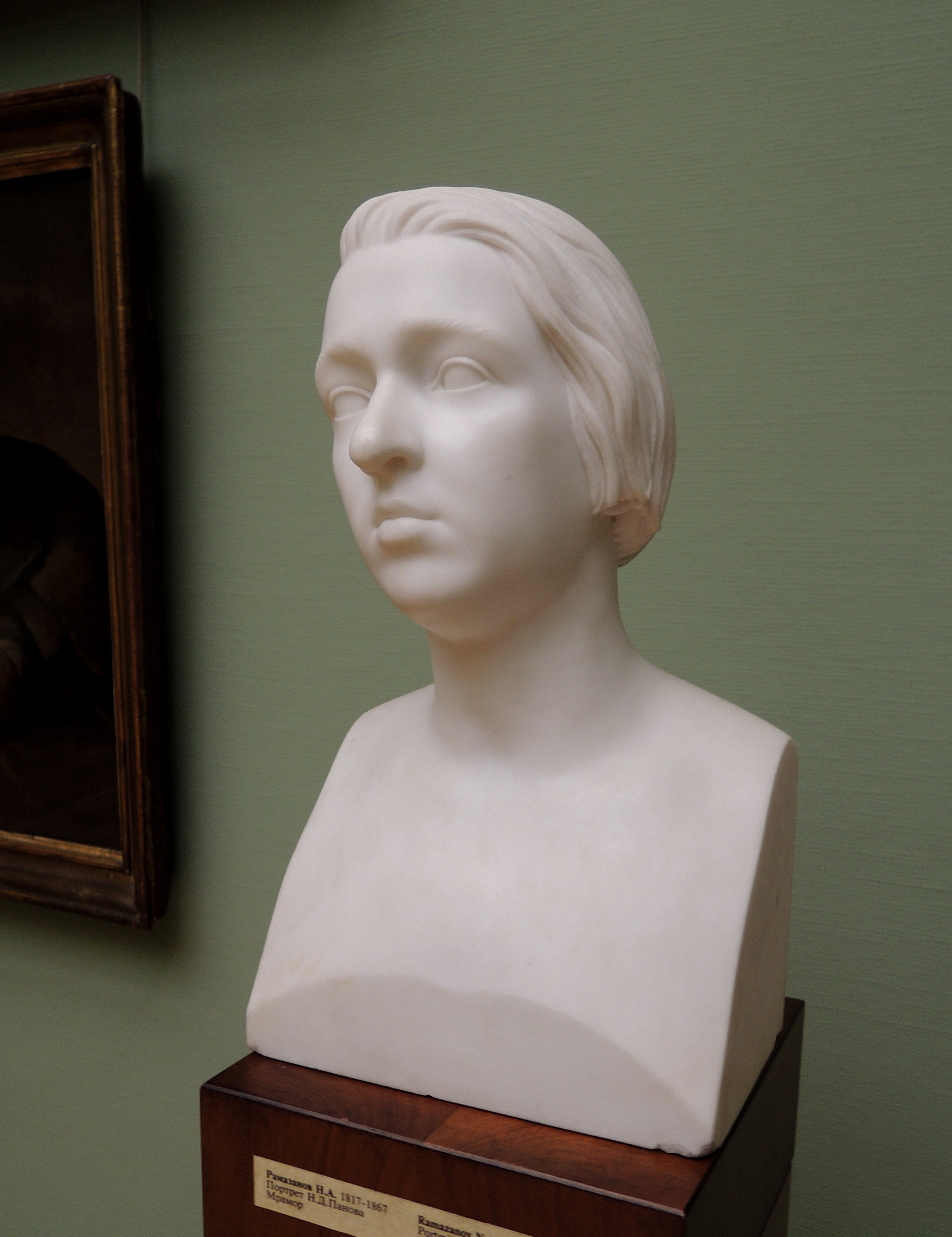
Nikolaï Dmitrievitch Panov (neveu du décembriste Nikolaï Alexeïevitch Panov), Galerie Tretiakov.
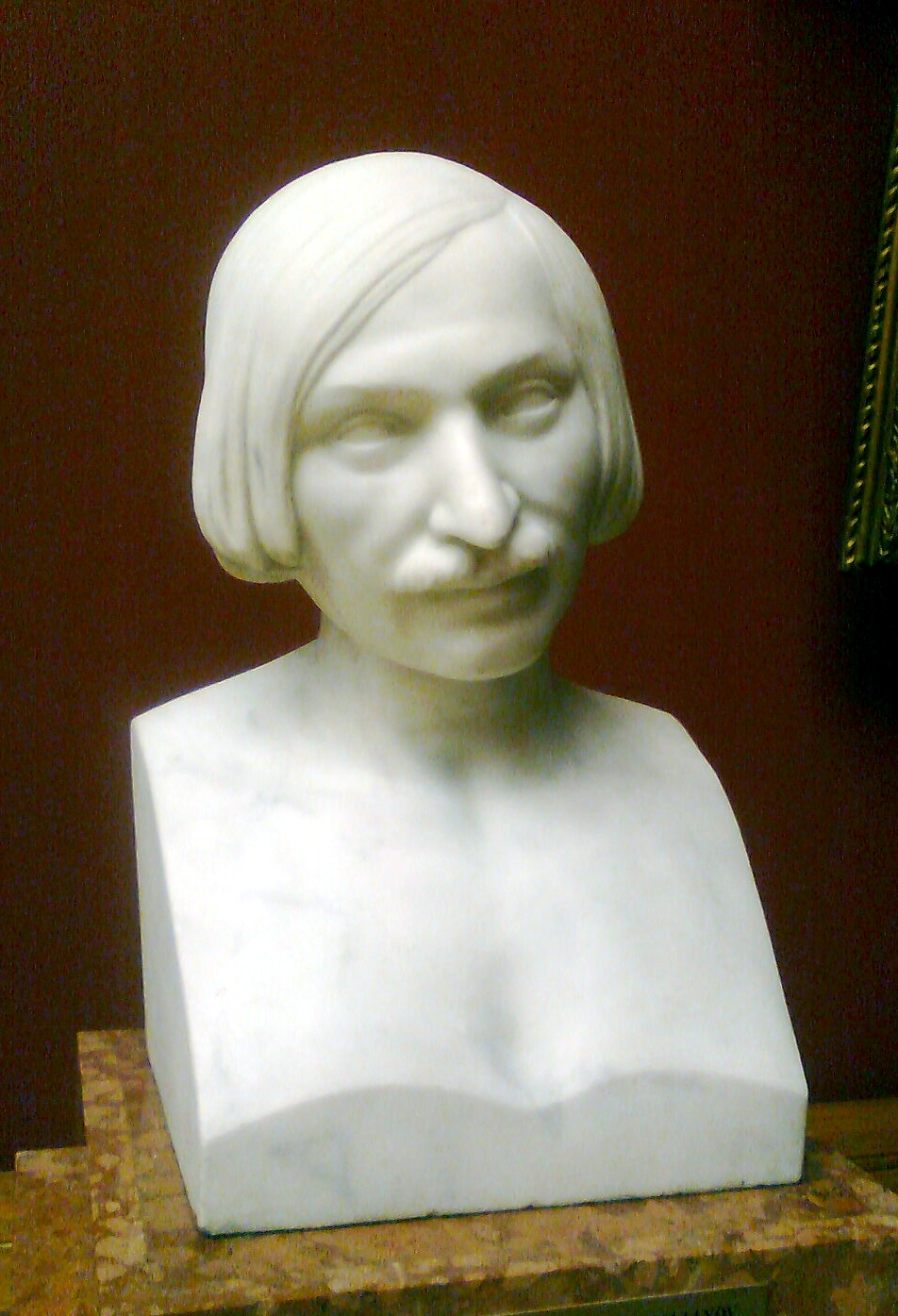
Nicolas Gogol, musée Russe
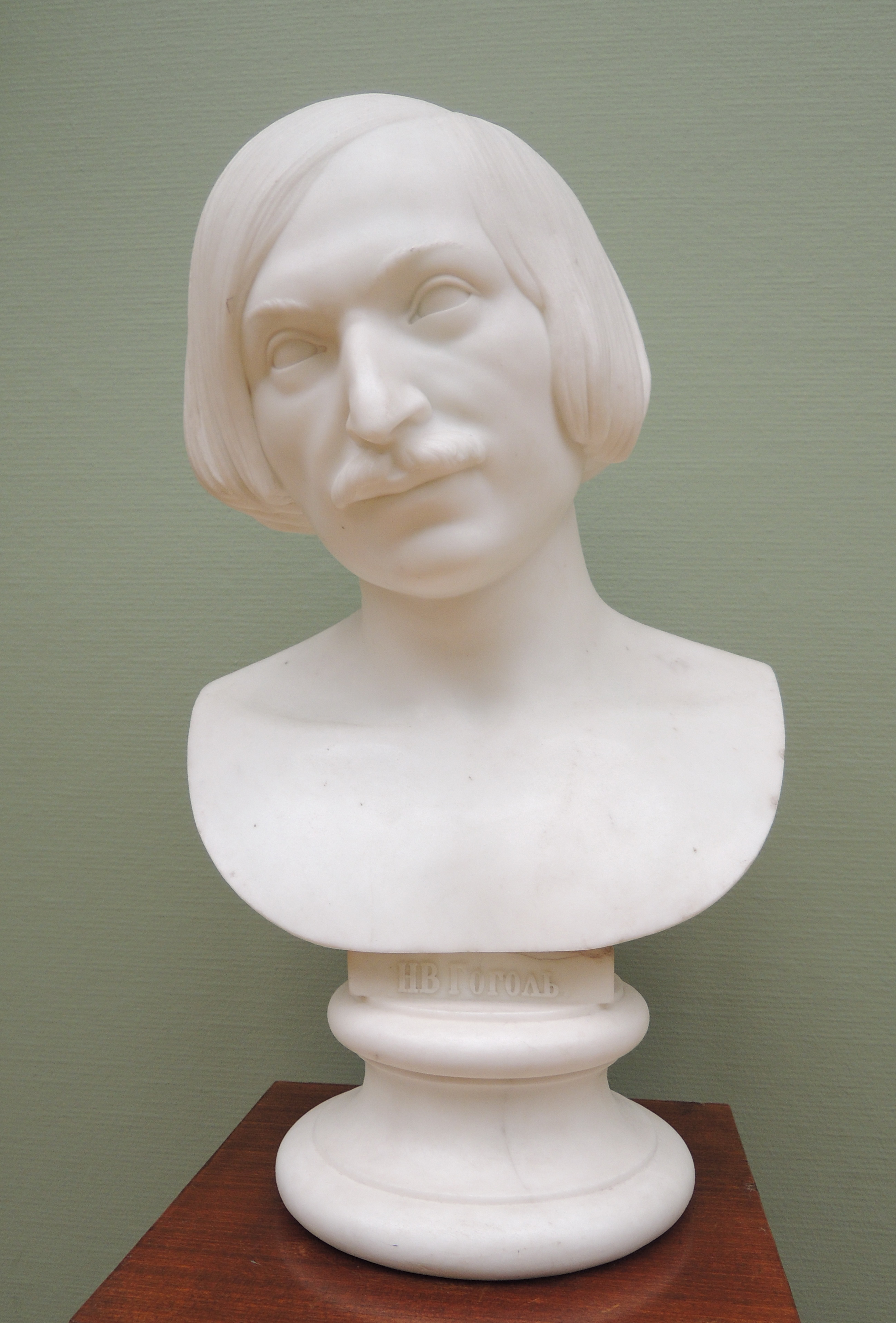
Nicolas Gogol, Galerie Tretiakov.

### Publications
- (ru) Nikolaï A. Ramazanov (préf. Nikolaï S. Beliaïev), Материалы для истории художеств в России, Saint-Pétersbourg, Bibliothèque de l'Académie des sciences,‎ 2014, 784 p. (ISBN 978-5-336-00162-4, OCLC 952577337, lire en ligne)